# Rage your dream
『Rage your dream』（レイジユアードリーム）は、moveの4枚目のシングル。

## 概要
- テレビアニメ『頭文字D（First Stage）』のACT.1からACT.14までのエンディングテーマ。MVの一部は頭文字Dのエンディング映像として使用された。劇中ではエンディング以外にも挿入歌としてFirst Stageで何回か使用され[1]、2004年放送の『頭文字D Fourth Stage』最終話でもクライマックスで使用された。また、2014年放送の『頭文字D Final Stage』でも最終話のエンディングテーマとして使用された。
- m.o.v.eの楽曲の中でも特に人気の高い一曲であり、YouTubeのavex公式チャンネルで配信されている公式PVは2023年2月現在1700万再生を超え、代表曲『Gamble Rumble』に次ぐ再生数となっている。
- CDをパソコンに入れると、moveの画像が入手できる[2]。

## 収録曲
1. Rage your dream
  - 作詞：motsu、作曲：t-kimura
  - アニメ「頭文字D」エンディングテーマソング
  - アニメ「頭文字D Final Stage」エンディングテーマソング（最終話のACT.4のみ）
2. around the world(EXTENDED VERSION)
  - 作詞：motsu、作曲・編曲：t-kimura
3. Rage your dream(TV MIX)